# Diecezja Wukari
Diecezja Wukari – diecezja rzymskokatolicka  w Nigerii, z siedzibą w Wukari.

## Historia
Diecezję Wukari erygował 14 grudnia 2022 papież Franciszek, wydzielając ją z części terytorium diecezji Jalingo.

## Główne świątynie
- Katedra: Katedra Najświętszej Maryi Panny w Wukari

## Biskupi diecezjalni
- Mark Maigida Nzukwein (od 2023)